# Alcalalí
Alcalalí, també coneguda com a Alcanalí, és una població i municipi del País Valencià, dins de la Vall de Pop, a la comarca de la Marina Alta. Pertany a l'antic terme castral del Castell d'Aixa.

## Geografia
Alcalalí és una població situada al territori d'Aixa, travessat pel riu Xaló-Gorgos. Un dels seus afluents és el barranc de Passula, que separa el terme municipal d'Alcalalí del de Xaló. La documentació històrica acredita l'existència d'una antiga alqueria denominada Alquellelin en temps dels àrabs, que és l'origen de l'actual població d'Alcalalí. Dins del terme municipal hi ha l'entitat local menor de la Llosa de Camatxo, les partides de Passula, la Barranquera i la Vereda, la xicoteta serra Seguili i el coll de Rates, una de les entrades a la Marina Alta des de la Marina Baixa. El seu terme és de 14,4 km².

### Nuclis
- Alcalalí
- la Llosa de Camatxo

### Límits
El terme municipal d'Alcalalí limita amb els de Benidoleig, Xaló, Llíber, Murla, Orba, Parcent i Pedreguer (a la mateixa comarca); i també amb el terme de Tàrbena (a la comarca de la Marina Baixa).

### Accés
S'hi accedix des de l'autopista AP-7, agafant l'eixida 62. Hi ha dues possibles alternatives que ixen de Pedreguer: prenent la carretera CV-720 que passa per la Llosa de Camatxo, o la carretera CV-731 que passa pels municipis de Benidoleig i Orba.

## Història
Jaume I prengué Alcalalí el 1245 i li'l donà a na Berenguela Alonso de Molina el 1268. El 1325 l'adquirí n'Hug de Cardona. Fins a l'any 1408 en Pere de Castellví fou senyor d'Alcalalí i Mosquera. L'any 1409 se li atorgà la independència jurídica. El 1599 Eximén Pérez Roiç de Lihori el comprà a Martí d'Alagó. Quedà despoblat el 1609 a causa de l'expulsió dels moriscos i el 1610 se'ls atorgà carta pobla als nous veïns, majoritàriament de procedència illenca. El 1616, es creà la baronia d'Alcalalí, amb esta població i el despoblat de Mosquera. L'últim baró va ser José Roiç de Lihori. El títol va passar als barons de Llaurí. El segle xviii produïa cereals, seda, garrofes, oli, ametles, panses, moscatell i figues. Manté una torre del segle xiv.

## Demografia i economia
És remarcable l'evolució demogràfica: el 1572 tenia 36 famílies; el 1787 n'eren 369 habitants; el 1845, 450; el 1900, 1.118; i ja més recentment, el 1986, 649, i el 2002 va pujar fins als 1.081, sens dubte a causa de l'emigració de luxe europea. El 2007 ja n'eren 1.395 i en 2022 han estat censades 1.349 persones.
La principal activitat econòmica dels seus habitants és la producció d'ametlla, raïm i taronges.
| 1900  | 1910 | 1920 | 1930  | 1940 | 1950 | 1960 | 1970 | 1981 | 1991 | 2000 | 2005  | 2007  |
| ----- | ---- | ---- | ----- | ---- | ---- | ---- | ---- | ---- | ---- | ---- | ----- | ----- |
| 1.118 | 925  | 909  | 1.010 | 961  | 831  | 731  | 685  | 611  | 855  | 981  | 1.352 | 1.395 |

## Política i govern

### Composició de la Corporació Municipal
El Ple de l'Ajuntament està format per 9 regidors. En les eleccions municipals de 26 de maig de 2019 foren elegits 6 regidors del Compromís per Alcalalí (Compromís), 2 del Partit Popular (PP) i 1 de Som Valencians-En Moviment (SomVal).
| Eleccions municipals de 26 de maig de 2019 - Alcalalí                                                                        |                                     |                                     |                                     |      |          |          |
| Candidatura | Candidatura                         | Candidatura                         | Cap de llista                       | Vots | Vots     | Regidors |
| | Compromís per Alcalalí              |                                     | Isabel Molina Vicens                | 338  | 58,38%   | 6 (+3)   |
| | Partit Popular                      |                                     | Salvador Pons Mestre                | 146  | 25,22%   | 2 (-2)   |
| | Som Valencians-En Moviment          |                                     | Bernardo Ferrer Pastor              | 63   | 10,88%   | 1 (+1)   |
| | Altres candidatures                 |                                     |                                     | 23   | 3,97%    | 0 ( -2)  |
| | Vots en blanc                       |                                     |                                     | 9    | 1,55%    |          |
| Total vots vàlids i regidors                                                                                                 | Total vots vàlids i regidors        | Total vots vàlids i regidors        | Total vots vàlids i regidors        | 579  | 100 %    | 9        |
| | Vots nuls                           | Vots nuls                           | Vots nuls                           | 10   | 1,70%    |          |
| Participació (vots vàlids més nuls)                                                                                          | Participació (vots vàlids més nuls) | Participació (vots vàlids més nuls) | Participació (vots vàlids més nuls) | 589  | 70,79%** |          |
| Abstenció | Abstenció                           | Abstenció                           | Abstenció                           | 243* | 29,21%** |          |
| Total cens electoral | Total cens electoral                | Total cens electoral                | Total cens electoral                | 832* | 100 %**  |          |
| Alcaldessa: Isabel Molina Vicens (Compromís) (15/06/2019) Per majoria absoluta dels vots dels regidors                       |                                     |                                     |                                     |      |          |          |
| Fonts: JEC, JEZ Dénia, M. Interior, Periòdic Ara. (* No són vots sinó electors. ** Percentatge respecte del cens electoral.) |                                     |                                     |                                     |      |          |          |

### Alcaldia
Des de 2023 l'alcaldessa és Yolanda Molina Tolsma de Compromís per Alcalalí (Compromís).
| Període                       | Alcalde o alcaldessa                         | Partit polític | Data de possessió     | Observacions         |
| ----------------------------- | -------------------------------------------- | -------------- | --------------------- | -------------------- |
| 1979–1983                     | Pascual Molina Serer                         | AI             | 19/04/1979            | --                   |
| 1983–1987                     | Pascual Molina Serer                         | AP-PDP-UL-UV   | 28/05/1983            | --                   |
| 1987–1991                     | Pedro Ferrer Escoda                          | PSPV-PSOE      | 30/06/1987            | --                   |
| 1991–1995                     | Miguel Montserrat Cervera                    | AIALL          | 15/06/1991            | --                   |
| 1995–1999                     | Miguel Montserrat Cervera Rosa Ferrer Sendra | PSPV-PSOE      | 17/06/1995 24/09/1996 | Dimissió/renúncia -- |
| 1999–2003                     | Rosa Ferrer Sendra                           | PSPV-PSOE      | 03/07/1999            | --                   |
| 2003–2007                     | José Vicente Marcó Mestre                    | PP             | 14/06/2003            | --                   |
| 2007–2011                     | José Vicente Marcó Mestre                    | PP             | 16/06/2007            | --                   |
| 2011–2015                     | José Vicente Marcó Mestre                    | PP             | 11/06/2011            | --                   |
| 2015–2019                     | Maria Isabel Molina Vicens                   | Compromís      | 13/06/2015            | --                   |
| 2019-2023                     | Maria Isabel Molina Vicens                   | Compromís      | 15/06/2019            | --                   |
| Des de 2023                   | Yolanda Molina Tolsma                        | Compromís      | 17/06/2023            | --                   |
| Fonts: Generalitat Valenciana |                                              |                |                       |                      |

## Monuments
- Torre medieval. Del segle xv, declarada Bé d'Interès Cultural.

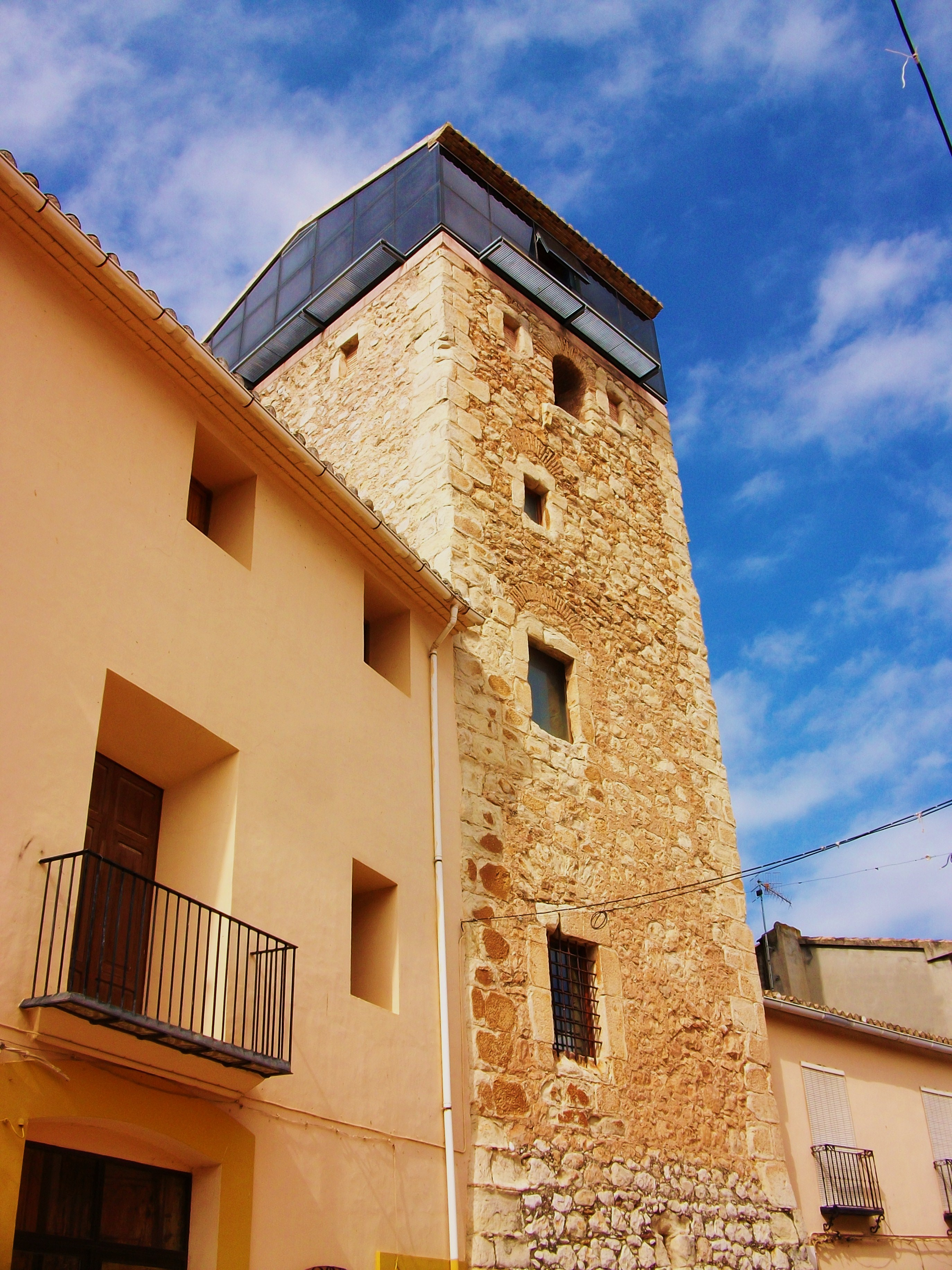
Torre medieval d'Alcalalí

- Església de la Nativitat. Edifici d'estil neoclàssic del segle xviii.
- Palau-Residencia Senyorial dels Barons d'Alcalalí, Ruiz de Lihori.
- Ermita de Sant Joan de Mosquera. Del segle xvi.
- Ermita del Calvari. Construïda entre 1952 i 1954.

## Cultura

### Museus
- Museu de la Pansa. Situat a la Torre Medieval, propietat de l'Ajuntament des de 1992. S'hi mostra el procés de producció de la pansa a través de textos, documents gràfics, utensilis i instruments. La pansa és un cultiu de caràcter tradicional que ha impregnat la cultura de la Marina Alta durant més de quatre segles (del XVI fins a l'últim terç del XX) constituint una important activitat econòmica per a tota la regió.
- Museu Etnològic. L'antiga Almàssera fou adquirida per l'Ajuntament en 2007, i es va procedir a la seua reforma i rehabilitació per ser utilitzada com Museu Etnològic. S'hi mostra el procés d'elaboració de l'oli i del vi.

### Esports
A Alcalalí, la Pilota Valenciana ha sigut l'esport per excel·lència. La modalitat que més s'ha practicat ha sigut la de les llargues, ja que només permet la seua pràctica al carrer.

### Gastronomia
Els menjars tradicionals són el putxero, les coques i l'arròs amb fesols i naps.

## Festes
- Festes de Juny. Se celebren en honor de Sant Joan de Mosquera i al Santíssim Crist de la Salut entre el 23 al 26 de juny. Són tradicionals les processons religioses, els focs d'artifici, revetlles populars, misses, despertades, actuacions musicals de la banda de música, etc.
- Festes de Sant Miquel. Tradicionalment se celebraven el 29 de setembre o en octubre, després de les feines al camp, però darrerament s'ha traslladat la festa al darrer cap de setmana d'agost. Se celebren misses, processons, sopars populars, revetlles, etc.